# Ilona Silai
Ilona Silai (Rumania, 14 de octubre de 1941-27 de junio de 2025) fue una atleta rumana, especializada en la prueba de 800 m en la que llegó a ser subcampeona olímpica en 1968.

## Carrera deportiva
En los JJ. OO. de México 1968 ganó la medalla de plata en los 800 metros, con un tiempo de 2:02.58 segundos, tras la estadounidense Madeline Manning que con 2:00.92 segundos batió el récord olímpico, y por delante de la neerlandesa Maria Gommers.
Y en el Campeonato Europeo de Atletismo en Pista Cubierta de 1978 ganó la medalla de oro en los 1500 metros, con un tiempo de 4:07.1 segundos, por delante de su paisana rumana Natalia Marasescu  y la alemana Brigitte Kraus.